# 오 (중국 성씨)
오(吳, Wú)는 중국의 성씨이다. 오(吳) 나라 왕에서 유래되었다. 吳는 '거룩하다', '가장 높다'는 뜻이다.
춘추전국시대 중국 장강(양자강) 부근의 주나라 제후국이었던 오(吳) 나라에서 시작되었다. 고대 중국 양자강 부근의 주나라 일족으로 주나라의 고공단보(古公亶父), 주 태왕(周太王)의 장남인 오태백(吳太伯)을 시조로 하여 희성(姬姓)에서 나왔다. 제후국 오(吳)나라는 태백을 초기 군주로 시작하여 하대 자손인 부차왕의 손자인 루양부터 주나라 천자로부터 오(吳)씨 성을 하사받아 오씨가 되었으며, 비로소 오(吳) 나라의 왕으로 되었다.
중국 《백가성 (百家姓)》 10위이다. 오(吳, Wú) 성은 중국 국가 통계국의 2010년 제6차 전국인구조사(第六次全國人口普查)에서 약 2,460만 명으로 조사되었다. 중국 성씨 인구 순위 10위이며, 중국 인구의 2.05%를 차지한다. 오국왕실적지계(吳國王室的支系)로서 중국 강남(江南)의 대성이다.